# Sông Prądnik
Prądnik (còn được gọi là Białucha ở dòng chảy thấp hơn) là một con sông ở Ba Lan, chạy qua vùng cao Kraków-Częstochowa ở Malopolskie của Ba Lan. Con sông là một nhánh trái của Vistula. Nguồn của con sông nằm ở làng Sułoszowa ở vùng cao Olkusz. Nó chảy trong một khe nước sâu qua Vườn quốc gia Ojców. Dòng chảy thấp hơn ở Kraków đã được chỉ định là khu bảo tồn sinh thái vào ngày 17 tháng 12 năm 2008. Cho đến năm 1655, khi Vistula thay đổi dòng chảy ở vùng lân cận Kraków, Prądnik đã gia nhập lòng sông cũ của Vistula gần nơi hiện là Phố Blich. Tuy nhiên, trong thời hiện đại, dòng chảy thấp hơn của dòng sông được điều tiết và đổ vào Vistula ở quận Dąbie của Kraków.
Ngoài tên chính thức, dòng sông còn được biết đến với tên gọi khác nhau như Prątnik, Promnik, Sałaszówka hoặc Sułoszówka.
Prądnik đi qua một số thị trấn và làng mạc, đặt tên cho một số trong số chúng. Danh sách bao gồm Sułoszowa, Pieskowa Skala, Ojcow, Prądnik Korzkiewski, Giebułtów, Januszowice, Pękowice và Zielonki, cũng như quận của Kraków Prądnik Biały, Prądnik Czerwony, Stare Miasto và Grzegórzki. Dòng Sąspówka là một nhánh phải.